# Wellington (Südafrika)
Wellington ist eine Stadt in der Lokalgemeinde Drakenstein im Distrikt Cape Winelands der südafrikanischen Provinz Westkap. Sehenswert sind die Kirche mit dem davor aufgestellten Murray-Denkmal und das Wellington Museum.
Benannt wurde sie nach dem Feldherrn Arthur Wellesley, 1. Duke of Wellington, der 1815 bei der Schlacht bei Waterloo den französischen Kaiser Napoleon I. geschlagen hatte.

## Geographie
Wellington liegt in den Weinregionen nördlich von Paarl und rund 70 Kilometer nordöstlich von Kapstadt. Das Stadtgebiet erstreckt sich in dem Talbereich des Berg River, wo der Dasbosrivier und Kromrivier nach ihrem Zusammenfluss in diesen münden. In der Nähe der Stadt befindet sich der 1853 gebaute Bain’s Kloof Pass, der Wellington mit Worcester und Ceres verbindet. Die Stadt liegt 99 Meter über dem Meeresspiegel und hatte gemäß der Volkszählung von 2011 auf einer Gesamtfläche von 30,16 km² 55.543 Einwohner in 12.812 Haushalten.

## Geschichte
Das Tal und die Gegend um die Stadt waren schon in der Steinzeit besiedelt. Die Besiedlung erfolgte über Tausende von Jahren bis zu den San im 18. und 19. Jahrhundert. Gegenstände aus dieser Zeit wurden in der Umgebung der Stadt gefunden und sind heute im Museum Wellingtons zu besichtigen.
Zuerst war die Gegend als Limiet Vallei (deutsch etwa: „Grenztal“) bekannt. Nachdem sich dort im 17. Jahrhundert Hugenotten niederließen, hieß es Val du Charron oder Wagenmakersvallei. Im Jahre 1838 erfolgte die Umbenennung der Siedlung in Wellington. Die Stadt wurde dann 1840 gegründet und erhielt 1873 das Stadtrecht.
Im Jahr 1864 erreichte erstmals ein Eisenbahnzug, von Kapstadt kommend, die Stadt. Die Eisenbahnstrecke gehört nach einem 1860 eröffneten Projekt in Durban zu den frühen Bauvorhaben des öffentlichen Schienenverkehrs in Südafrika.

## Wirtschaft
In und um Wellington gibt es viele gewerbliche Angebote für Interessenten des sanften Tourismus. Dieser Sektor wirbt mit der noch zahlreich vorhandenen historischen Architektur und den Naturgegebenheiten in einer vom Fynbos-Biom geprägten Landschaft.
Wellington und seine Umgebung ist historisch bedingt vom Weinbau geprägt, der sowohl eine wichtige Erwerbsgrundlage als auch kulturelles Erbe verkörpert. In diesem Zusammenhang hat sich eine anspruchsvolle Gastronomie entwickelt. Die Stadt sieht sich als „Herz des kapländischen Weinlands“. Neben Paarl, Stellenbosch und Franschhoek ist Wellington ein bedeutendes Zentrum des Weinbaus.
In Wellington gibt es einen Industriestandort (ehemals Somchem) für Produkte des in- und ausländischen Munitionsbedarfs, der früher zum staatlichen Rüstungskonzern Denel gehörte und seit 2008 mehrheitlich unter dem in Südafrika ansässigen Rheinmetall-Konzernbereich Rheinmetall Denel Munition (RDM) produziert.

## Verkehr
Wellington liegt an einer Hauptstrecke der Metrorail Western Cape (Kapstadt–Hermon–Tulbagh–Worcester). Westlich des Stadtzentrums befindet sich das Bahnhofsgelände.
Die Regionalstraße R44 als Nord-Süd-Straßenverbindung führt an Paarl vorbei über Stellenbosch nach Somerset West in die Umgebung der False Bay. Bei Klapmuts besteht eine Auf- und Abfahrtsmöglichkeit zur Nationalstraße N1. Nach Norden verläuft die R44 über Hermon bis nach Piketberg, wo sie auf die N7 stößt.

## Bildung und Kultur
Die in Kapstadt beheimatete Cape Peninsula University of Technology betreibt hier einen Campus, wo Pädagogen ihre Ausbildung mit der Unterrichtssprache Afrikaans erhalten.
Wellington besitzt eine lange Tradition auf dem Gebiet der Bildung. Am Anfang standen die Bemühungen des schottischstämmigen Pfarrers Andrew Murray, der 1874 in der Stadt das Hugenote Seminar mit Unterstützung des Mount Holyoke Female Seminary in Massachusetts gründete. Es zählt zu den wenigen Bildungseinrichtungen in Südafrika, die im 19. Jahrhundert berufliche Ausbildungen für Frauen anboten. Wellington gilt als ein Bildungszentrum in Western Cape.

## Sehenswürdigkeiten
Zu den Sehenswürdigkeiten in und bei der Stadt zählen öffentliche, sakrale und private bauliche Anlagen. Besonders beachtenswert sind:
- Der ursprüngliche Baukörper der Moederkerk wurde 1840 errichtet, später erweitert und 1890 mit dem Turm ergänzt. Beteiligte Architekten waren Charles Freeman[13] und sein aus Kimberley stammender Schüler H. T. Jones.[14]
- Das Denkmal für Andrew Murray steht vor der Moderkerk. Die in sitzender Haltung aus Marmor gearbeitete und auf einem Granitsockel aufgestellte Plastik blickt in die Church Street.
- Der 1887 angelegte Victoria Jubilee Park ist ein wichtiger Bestandteil der historischen Stadtplanung in Wellington, wie auch in anderen Städten. Sie wurden meist anlässlich von Jubiläen der Queen angelegt. Die Krönung ihres Sohnes Eduard VII. wurde nachträglich 1902 am Eingangsportal vermerkt.
- Am 31. März 1859 begannen die Bauarbeiten für die Eisenbahnstrecke von Kapstadt in Richtung Wellington. Der Bahnhof stammt aus der zweiten Hälfte des 19. Jahrhunderts. Die Station Wellington war zunächst nur eine Haltepunkt mit Plattform und wurde nach dem Kauf der Strecke im Jahre 1873 durch die Regierung der Kapkolonie durch das Department of Public Works unter Leitung des Ingenieurs und Architekten Adolphus William Ackermann[15] baulich erweitert.

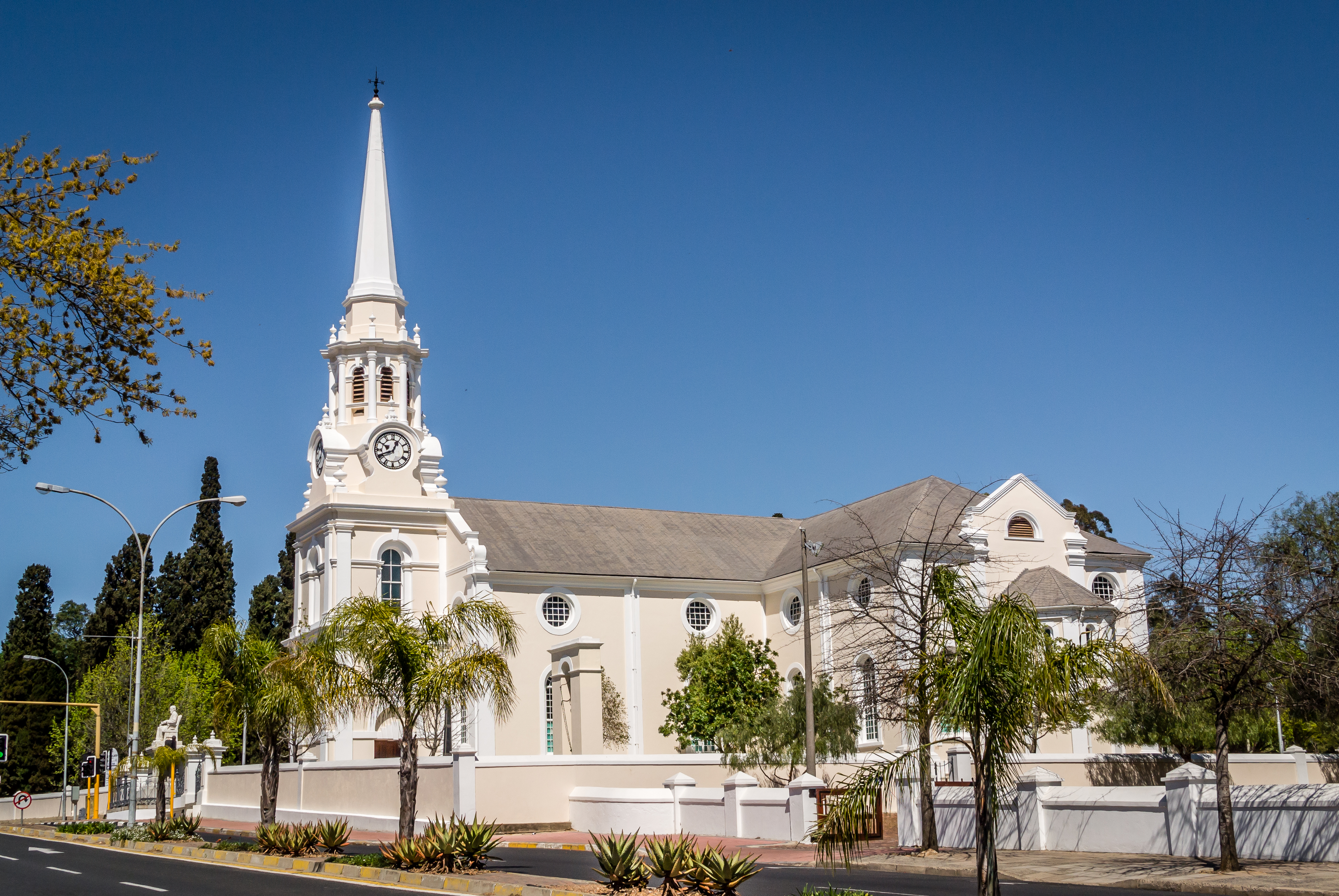
Die reformierte Moederkerk
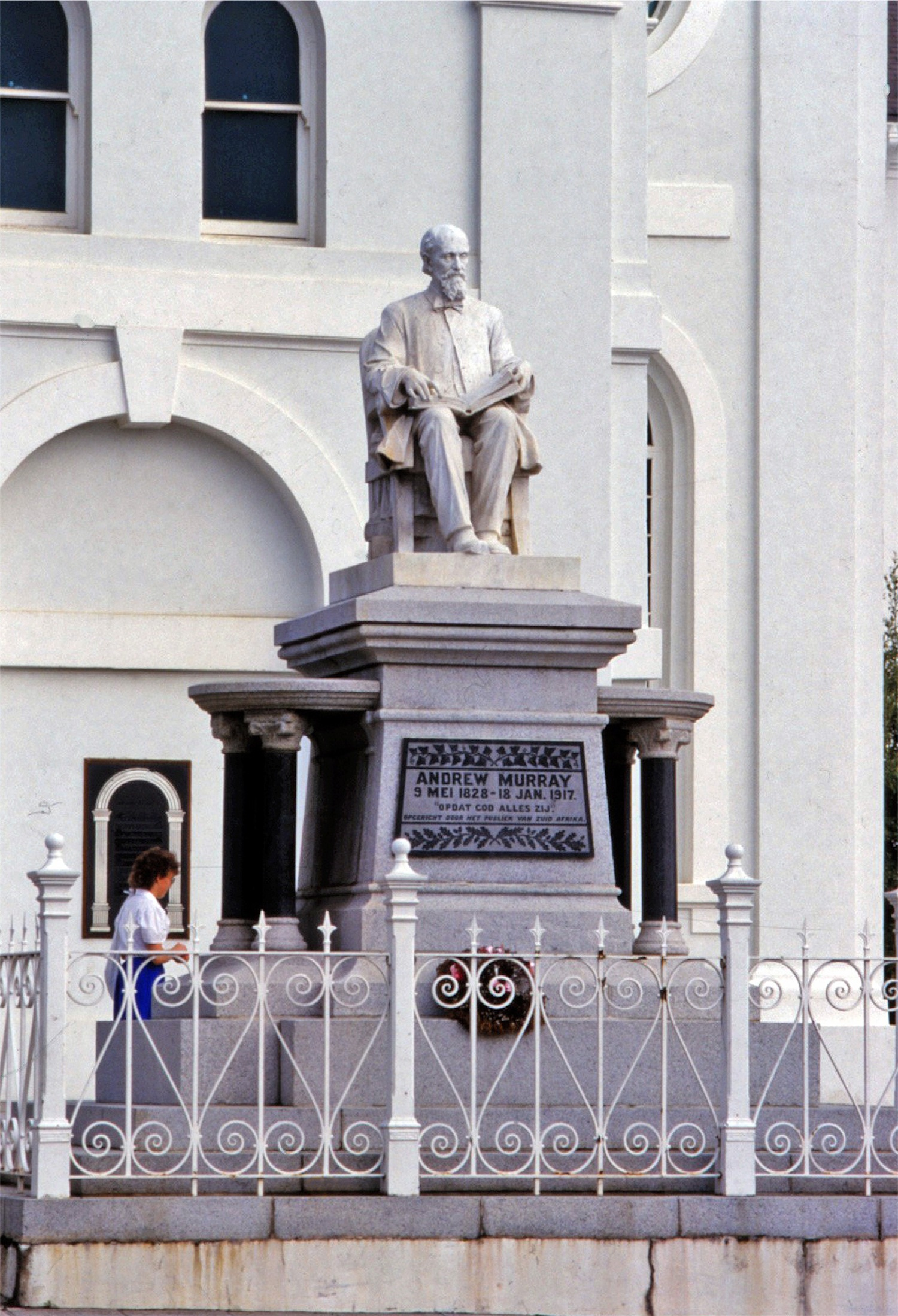
Das Murray-Denkmal an der Main Road
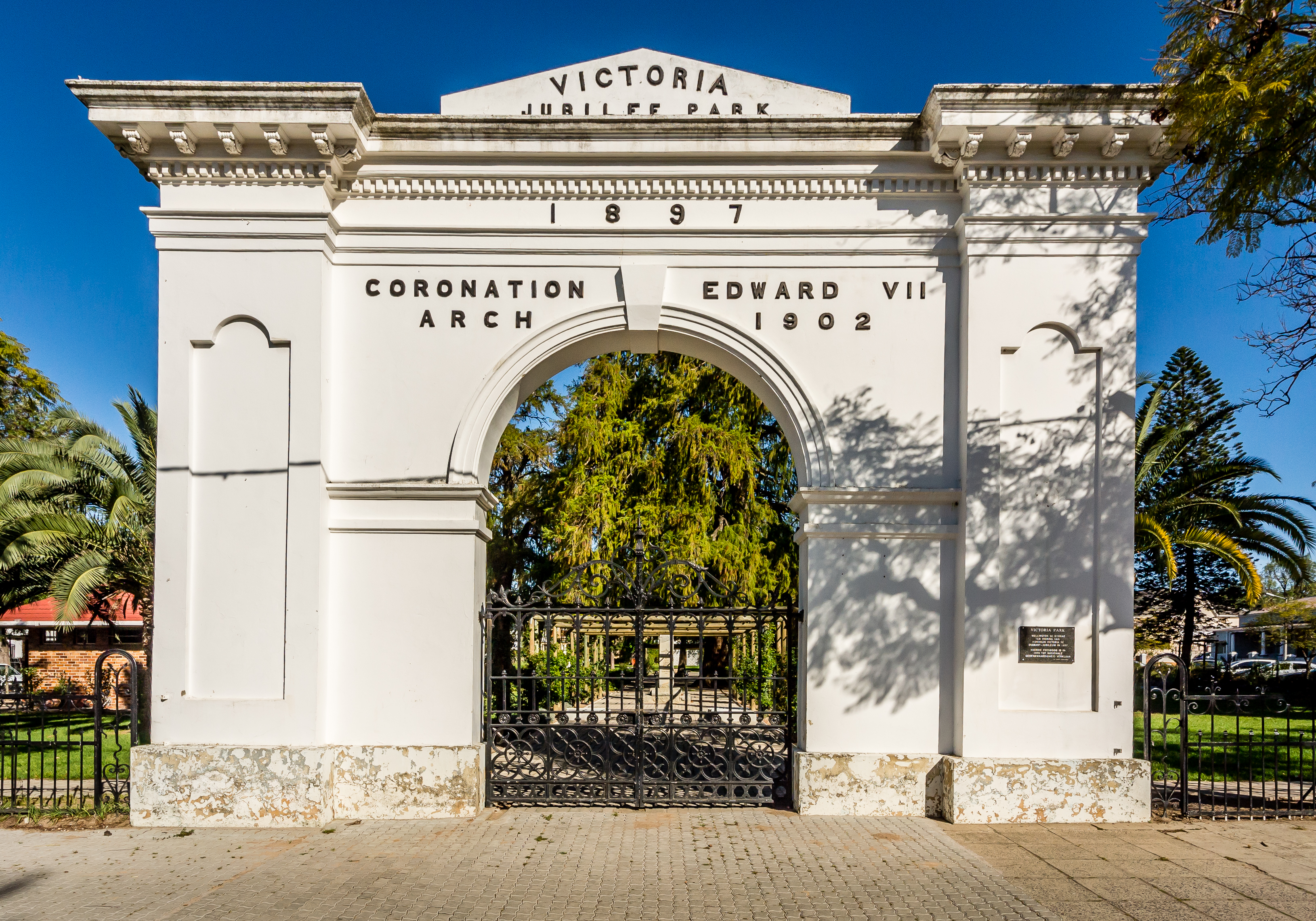
Eingang zum Victoria Jubilee Park
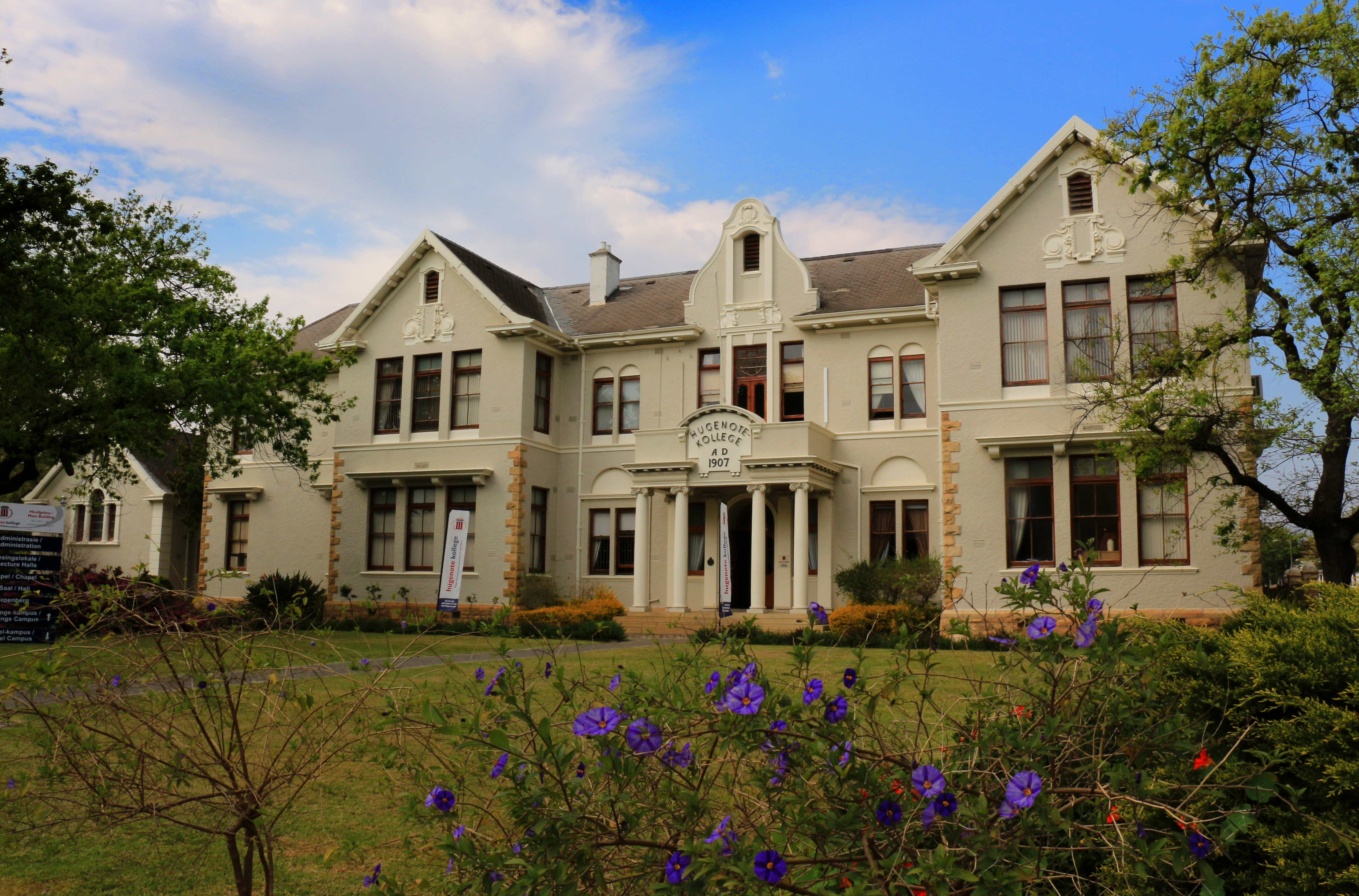
Ein Gebäude des Huguenot College
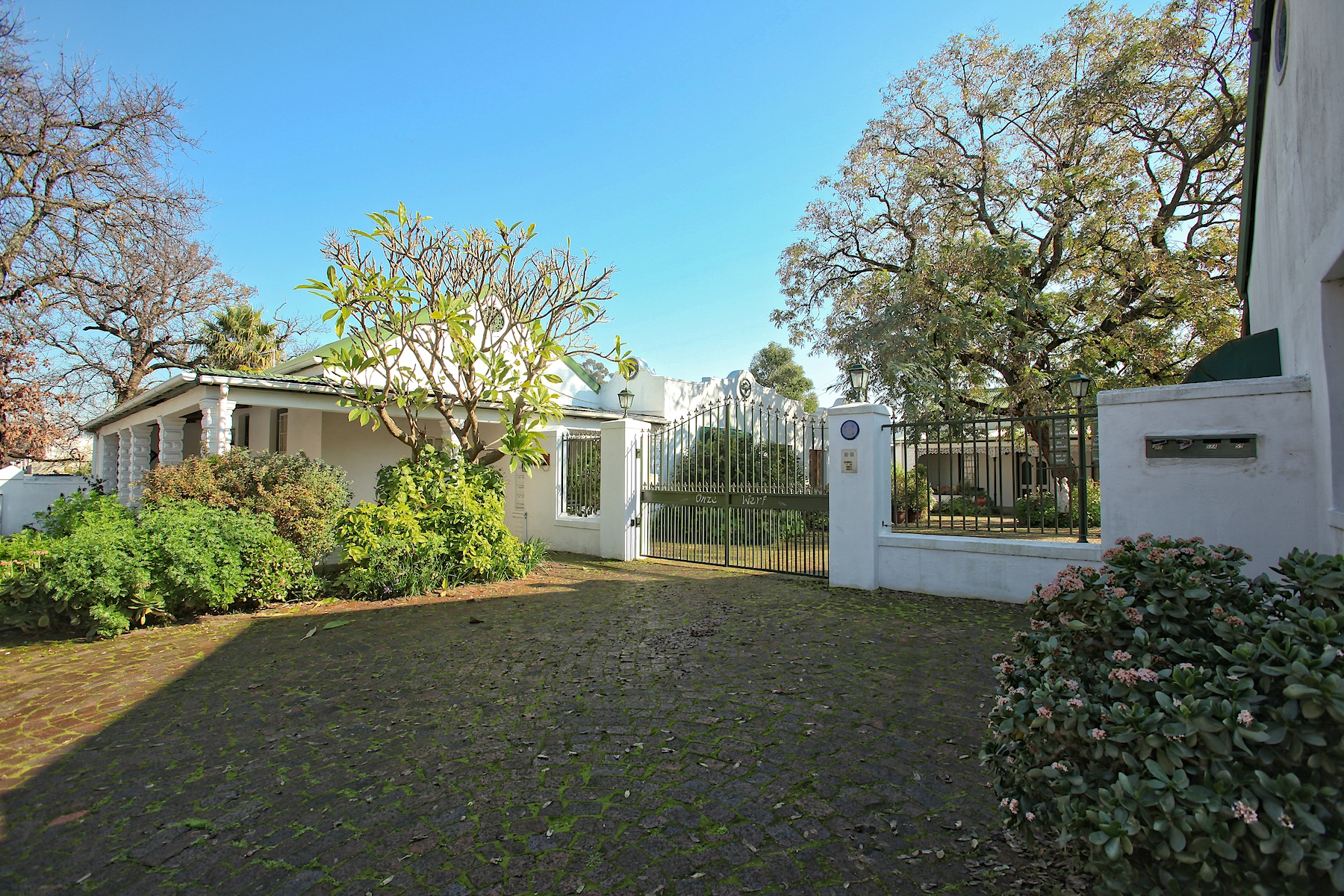
Privates Grundstück mit Gartenanlage in der Bain Street
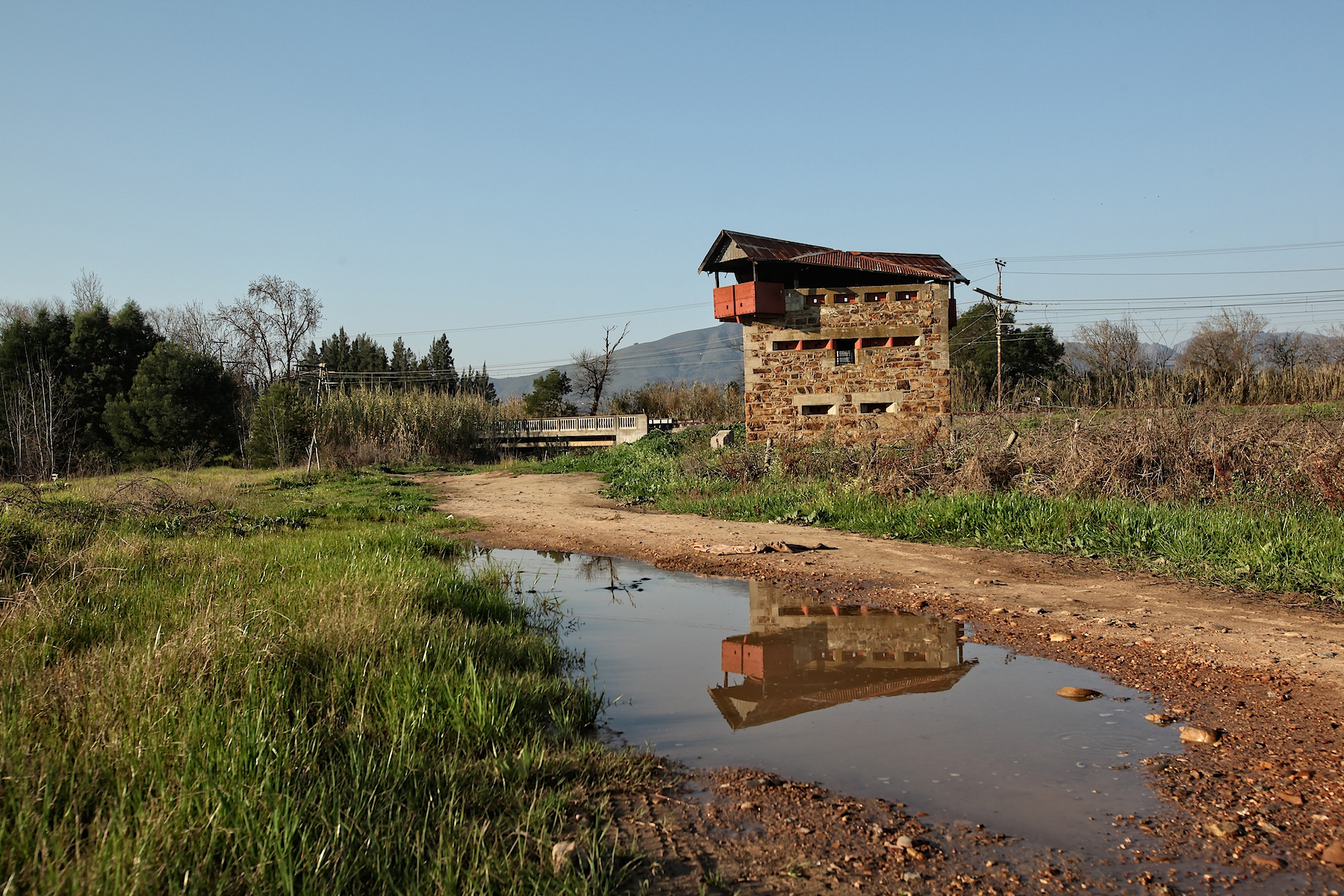
Historisches Blockhaus aus dem Ersten Burenkrieg
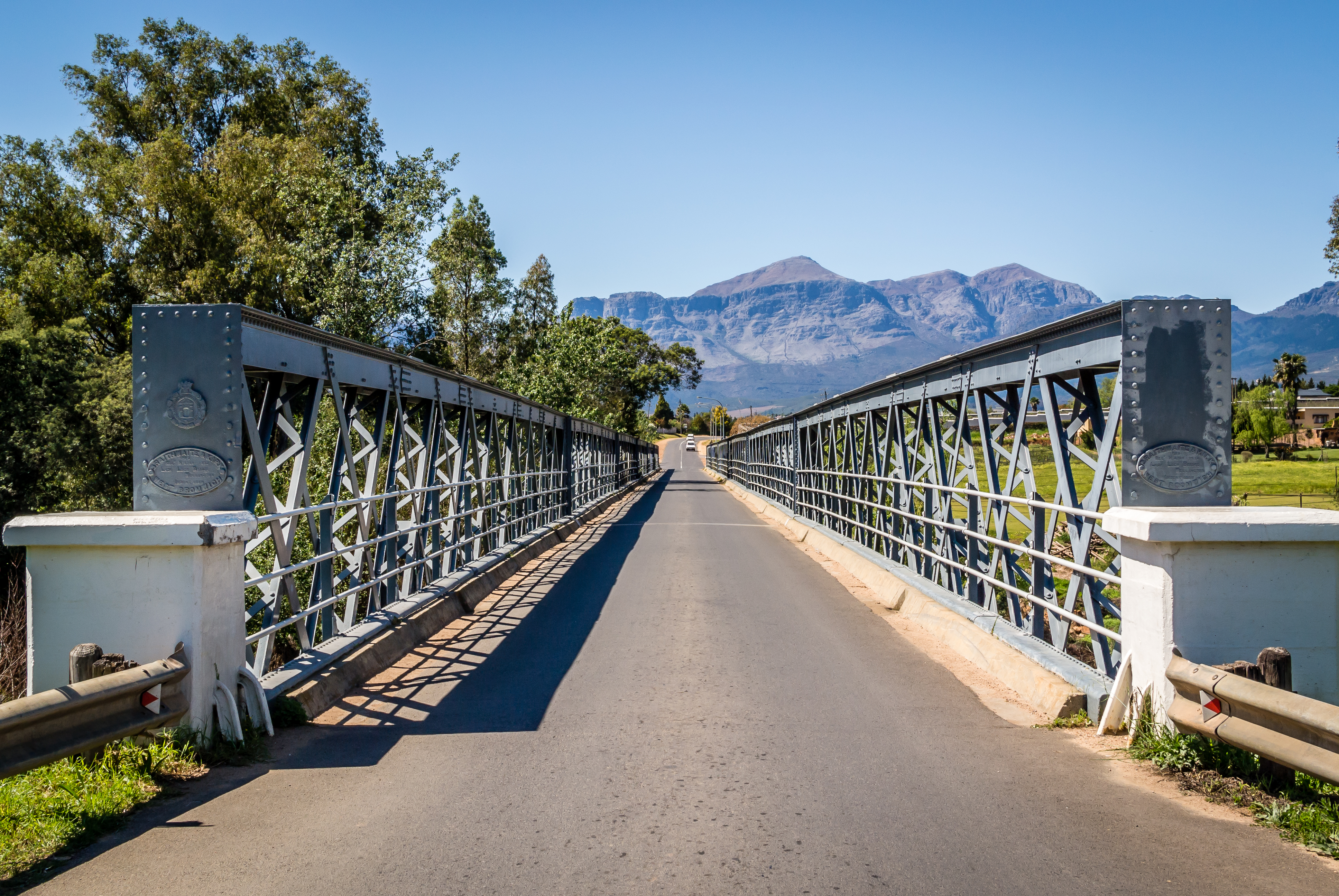
Die Lady Loch Bridge über den Berg River
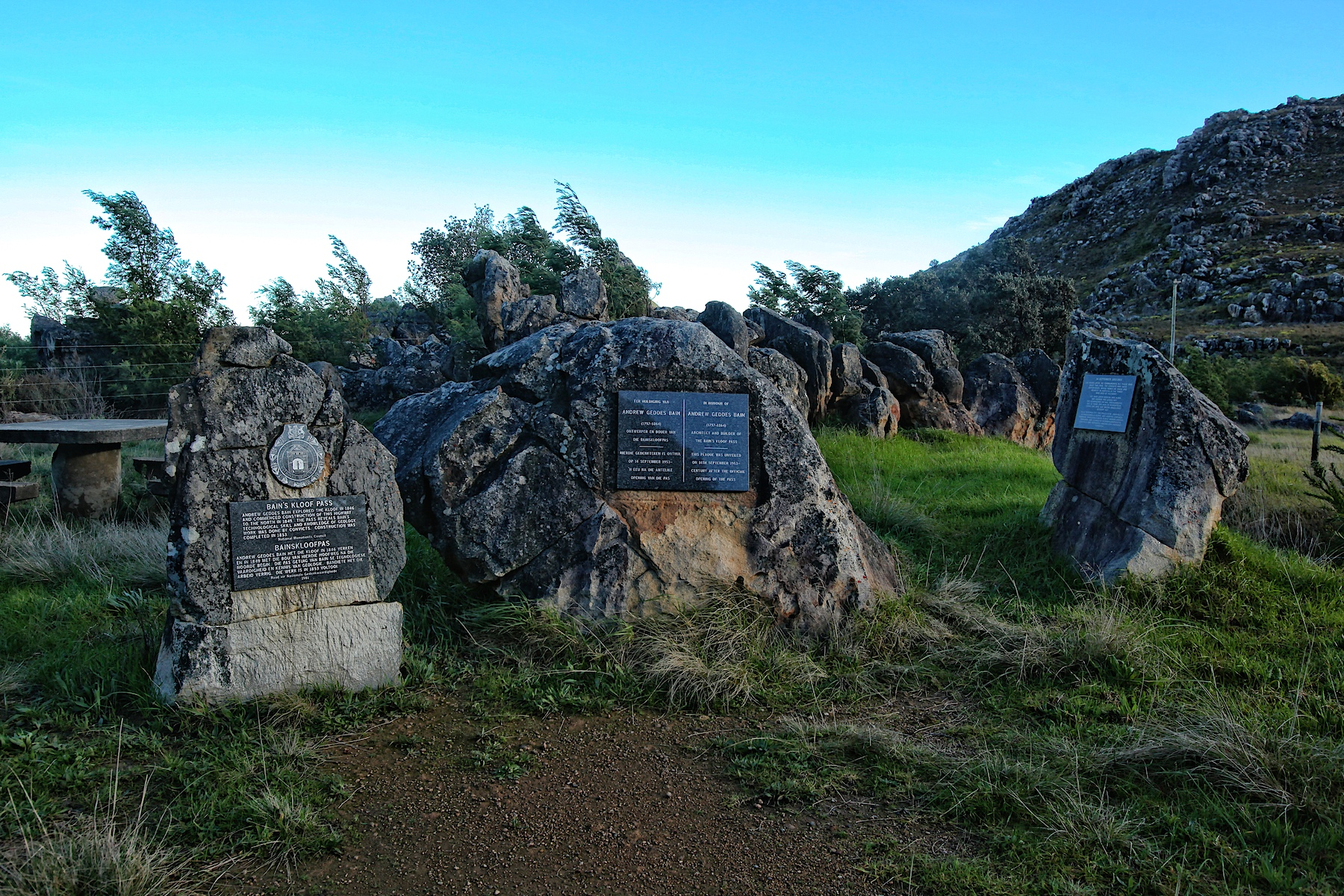
Erinnerungsort am  Bainskloof Pass

## Söhne und Töchter der Stadt
- Abdullah Abdurahman (1872–1940), Politiker, Anführer der Coloureds
- Barry Hertzog (1866–1942), burischer General und Premierminister Südafrikas
- Petrus Hoogenhout (1884–1970), Lehrer, Politiker, Diplomat und afrikaanser Schriftsteller
- Jack Oosterlaak (1896–1968), Leichtathlet
- Pieter Retief (1780–1838), Voortrekker-Anführer
- Adam Small (1936–2016), Schriftsteller und Geisteswissenschaftler

## Weitere Persönlichkeiten
- Andrew Murray (1828–1917), Schriftsteller und Pfarrer, wirkte in Wellington